# Német irodalom
A német irodalom megnevezést általános jelleggel a német nyelvű irodalom megjelölésére használják. Területileg és nyelvileg ezen belül és tőle elhatárolódva létezik a svájci irodalom és osztrák irodalom.

## Korszakolása
A német irodalom történetének korszakhatárait a német nyelv fejlődésének szakaszaihoz is kötik.
- 750-1170 kora középkori irodalom
- 1170-1270 középkori irodalom
- 1270-1500 késő középkori irodalom
- 1470-1600 reneszánsz irodalom
- 1600-1720 barokk irodalom
- 1720-1785 a felvilágosodás és előzményei irodalma
- 1740-1780 szentimentalizmus irodalma
- 1767-1785 Sturm und Drang
- 1786-1832 klasszicizmus, weimari klasszika
- 1798-1835 a romantika irodalma
- 1820-1850 a biedermeier kora
- 1830-1850 Junges Deutschland és Vormärz

## Középkori német irodalom 750-1500

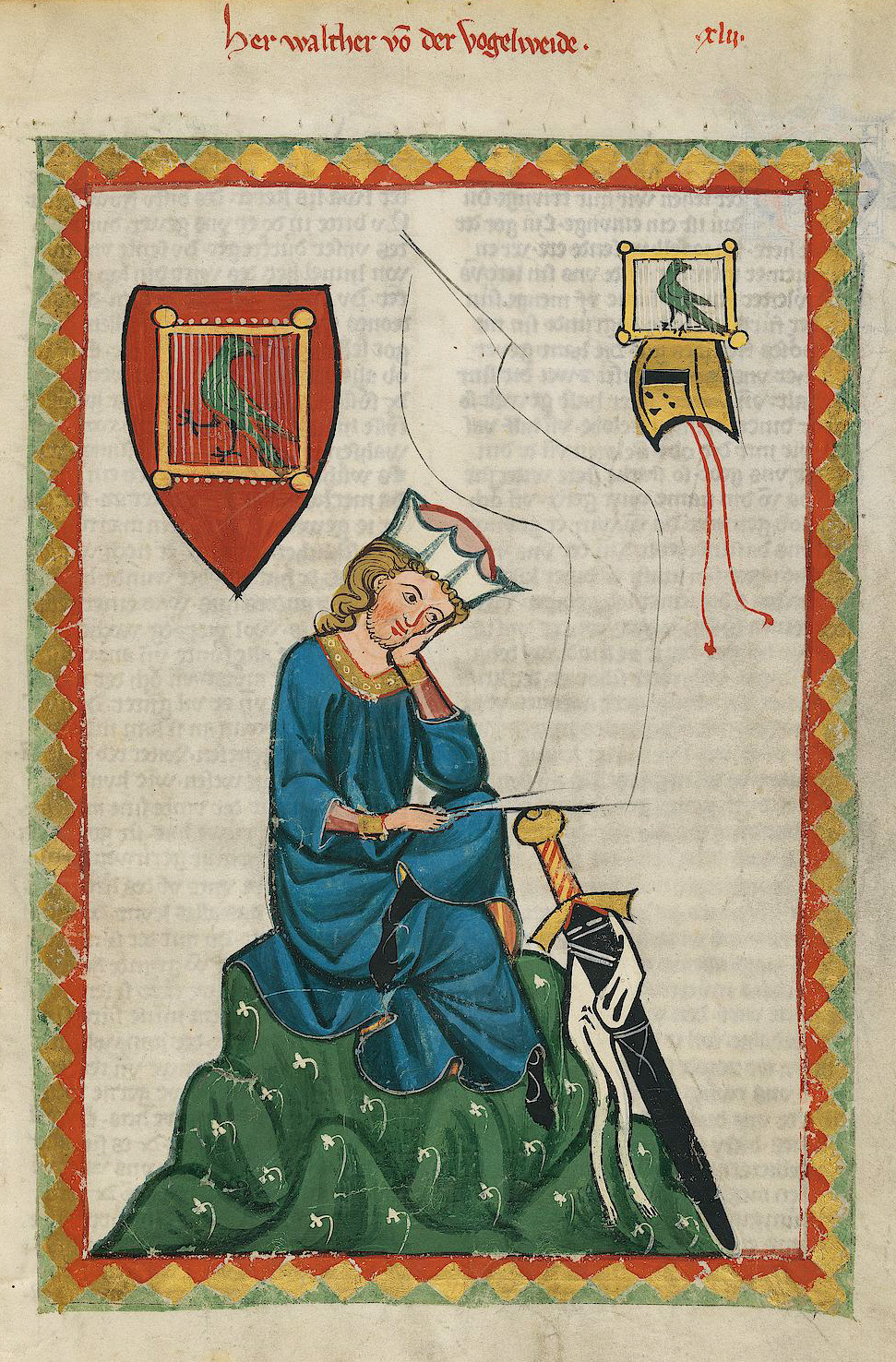
Walther von der Vogelweide

### Az ófelnémet (althochdeutsch) korszak a 8-11. századra tehető
- A merseburgi ráolvasások (Merseburger Zaubersprüche) 750 körül keletkeztek és a 10. században jegyezték fel őket.
- Germán hősi mondára épült a Hildebrand-ének (Hildebrandslied), a 9. század elejéről.
- Ószász genezis
- Ugyancsak germán motívumokat tartalmaz két költői elbeszélés, a Muspilli, illetve a Heliand, már a 10. század termékei.

Az ófelnémet mellett megjelenik a latin nyelvű kultúra és irodalom.

### A középfelnémet (mittelhochdeutsch) korszak a 11-13. század időszaka
A keresztes háborúk idején új világkép, új történeti témák merültek fel. A lovagi kultúra elterjedése a Hohenstaufok korára tehető. Fénykorát érte mind a költészet, mind az epika.
1. Német lovagregények és eposzok
Az udvari epika Európa-szerte népszerű témaköreit dolgozta fel, merített Artúr király mondaköréből, a Grál – mondákból, a Trisztán-mondából. Elterjedt a verses lovagregény műfaja. De megjelent a lovagvilág bírálata is.
- Heinrich von Veldeke: Eneit
- Hartmann von Aue: Erec, Gregorius, A szegény Henrik (Der arme Heinrich), Iwein
- Wolfram von Eschenbach: Parzival (1200/1210)
- Gottfried von Strassburg: Trisztán és Izolda (Tristan und Isolde) (1210 körül)

A lovagi téma mellett felmerül a germánok és hunok kora a népvándorlás történeteiben.
- A Nibelung-ének (Nibelungenlied) (1200 körül) a hősi eposzok kimagasló, máig legjelentősebb német példája.

2. Minnesang – udvari költészet
A "Minne"-költészet Provence-ban született, majd az Észak -Francia területek közvetítésével jutott német földre. A trubadúrok német megfelelői a Minnesängerek voltak. Témájuk elsődlegesen a szerelem, az áhított nő szépségének stilizált leírása. A legismertebb alkotók: Der Kürenberger, Dietmar von Aist, Ulrich von Gutenburg, Rudolf von Fenis, Friedrich von Hausen, Hartmann von Aue, Neidhart von Reuenthal.
- Heinrich von Morungen
- Reinmar von Hagenau
- Walther von der Vogelweide (1170 k.-1230 k.): a középkori német költészet legnagyobb alakja.

### A kora újfelnémet (frühneuhochdeutsch) korszak a 13-15. század kora
Forradalminak bizonyult a késő középkorban a mozgó betűkel történő könyvnyomtatás. Majd a pergament is helyettesíthették az olcsóbb papírral. Az újkor elején megemlíthető még Johannes von Tepl Der Ackermann aus Böhmen.

## Humanizmus, reneszánsz és reformáció irodalma 1470-1600
A 16. századtól a humanista világkép elterjedése, majd a katolikus egyház tekintélyének csökkenése, a reformáció változásokat hozott az irodalomban is.
- Rotterdami Erasmus (Erasmus von Rotterdam) (1469-1536) a német humanizmus mestere kiterjedt levelezést folytatott Európában. Eszméi széles körben elterjedtek.
- Martin Luther (1483-1546) mozgalma hozzájárult a nemzeti nyelvű irodalom széles körű kibontakozásához. A Biblia német nyelvű fordítása is az ő nevéhez fűződik.
- Ulrich von Hutten (1488-1523) a humanista költészet legkiemelkedőbb alakja, ugyancsak németül fordult lázadó hangú verseivel a néphez.

A korszak több népkönyve igen érdekes utóélete mondhat magáénak és évszázadok múltán is befolyásolta az európai művészeteket. Említésre méltó Doktor Faust története.

## Barokk irodalma 1600 – 1720
1. A barokk líra képviselői:

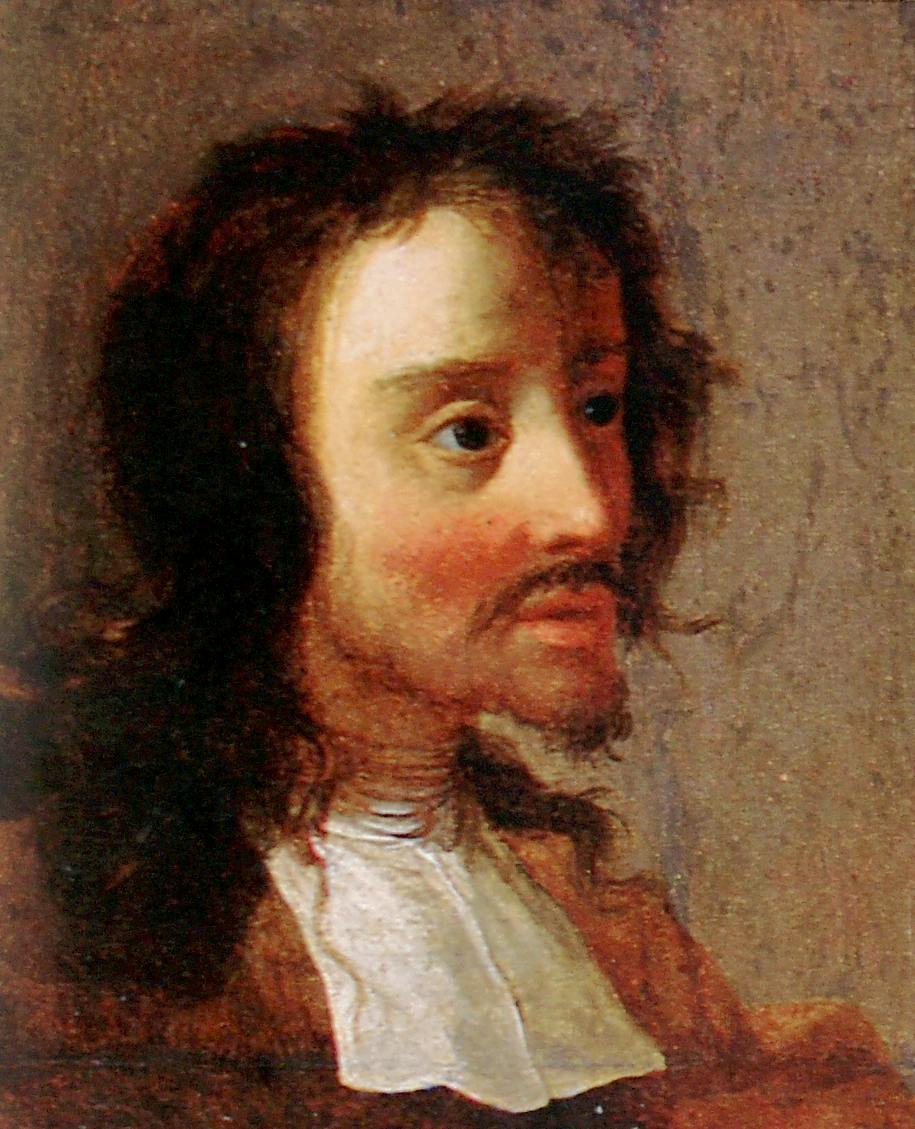
Grimmelshausen, Marcus Bloß festménye (1641)

- Georg Rodolf Weckherlin (1584-1653), a korai német barokk líra legjelentősebb képviselője
- Christian Hoffmann von Hoffmannswaldau (1617-1679),
- Andreas Gryphius (1616-1664): regényeket és drámákat is írt
- Daniel Casper von Lohenstein (1635-1683): mára ismeretlen de saját korában igen népszerű költő.

2. A barokk prózairodalom:
- Martin Opitz (1597-1639): Buch von der deutschen Poeterey (1624) című műve az első német nyelvű poétika.
- Hans Jakob Christoffel von Grimmelshausen (1621/22-1676): a barokk regény mestere, fő műve: Simplicissimus (Der abenteuerliche Simplicissimus)

## Felvilágosodás irodalma 1720 – 1785
1. német filozófiai háttere:

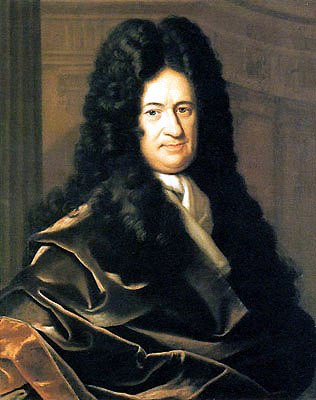
Gottfried Wilhelm von Leibniz

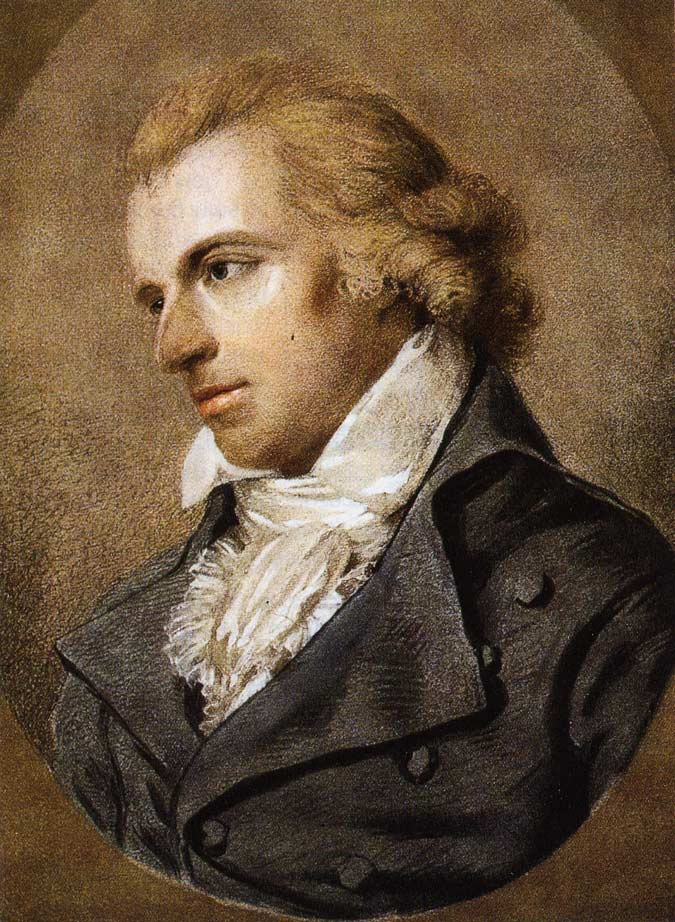
Ludovike Simanowiz, Friedrich Schiller (1794)

- Gottfried Wilhelm Leibniz (1646-1716)
- Immanuel Kant (1724-1804): A tiszta ész kritikája[1] (Kritik der reinen Vernunft) (1781)

2. alkotók, fő művek:
- Gotthold Ephraim Lessing (1729-1781): esztétikus, kritikus, drámaíró művei közül Miß Sara Sampson (1752), Minna von Barnhelm (1767), Emilia Galotti (1772), Bölcs Náthán (Nathan der Weise) (1779) érdemelnek figyelmet. Neki köszönhető a német polgári szomorújáték és a polgári vígjáték műfaja is.
- Johann Christoph Gottsched (1700-1766): Versuch einer Critischen Dichtkunst vor die Deutschen (1730) című munkájában az új német irodalom esztétikai követelményeinek megfogalmazójává vált.
- Christoph Martin Wieland (1733-1813): Agathon (Geschichte des Agathon) (1794) című szatirikus regénye mellett verses elbeszéléseket is alkotott.

3. Sturm und Drang (1767-1785) mozgalom – a német szentimentalizmus.
Nevének kitalálója Friedrich Maximilian Klinger (1752-1831); az egész korszakot egy művének címéről nevezték el. Alapvető jellegzetessége, hogy csak irodalmi irányzat. Hatott a mozgalomra Herder tézise, a népköltészetről mint a kultúra legősibb forrásáról.
Legjelentősebb alkotók és műveik:
- Johann Wolfgang von Goethe (1749-1832): Zum Schäkespears-Tag (beszéd, 1771), Sesenheimer Lieder (1770/71), Götz von Berlichingen (1773, dráma), Prométheusz (Prometheus) (1773/77), Ganümédesz (Ganymed) (1774, költemények), Az ifjú Werther szenvedései (Die Leiden des jungen Werthers) (1774, regény)
- Friedrich Schiller (1759-1805): Haramiák (Die Räuber) (1781, dráma), Ármány és szerelem (Kabale und Liebe) (1784, dráma)
- Jakob Michael Reinhold Lenz (1751-1805): Der Hofmeister (1774, dráma), Die Soldaten (1776, dráma)
- Gottfried August Bürger (1747-94): balladák, Lenore 1773
- a Göttinger Hain ("Göttinger Musenalmanach") munkatársai: Johann Heinrich Voss (1751-1826): Homérosz: Odüsszeia és Iliasz fordítása németre és Christoph Heinrich Hölty (1748-1776).

## Német klasszicizmus
A weimari klasszika:
- Johann Wolfgang von Goethe (1749-1832)
- Friedrich Schiller (1759-1805): drámák: Don Carlos (1787), Wallenstein (1799), Maria Stuart (1800), Wilhelm Tell (1804)

## Német romantika irodalma 1798 – 1835
1. Filozófiai háttere:

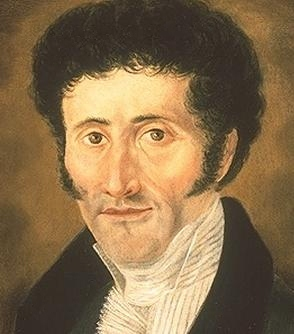
E. T. A. Hoffmann

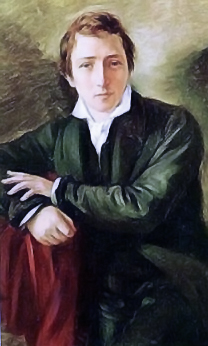
Heinrich Heine, 1831

- Johann Gottlieb Fichte (1762-1814)
- Friedrich Wilhelm Joseph Schelling (1775-1854)

2. Központjai:
A német romantika szellemi centrumai a német egyetemvárosok voltak.
Az írók, művészek, filozófusok sokszor neves asszonyok szalonjaiban gyűltek össze, a leghíresebbek:
- Karoline Schlegel: August Wilhelm Schlegel, majd Schelling felesége
- Elisabeth (ismert nevén Bettina) von Arnim: Achim von Arnim felesége, Clemens Brentano testvére
- Rahel Levin és Henriette Herz: akik Berlinben irodalmi szalonokat tartottak fenn.

3. Korszakai:
Több korszakolási lehetőség is létezik:
- a) Korai romantika – erősen filozofikus, teoretikus (Jena, Berlin) és Kései romantika (Heidelberg)
- b) Korai romantika – Jena, Hochromantik – Heidelberg, Kései romantika – Berlin

3.1. A korai romantika
3.1.1. Jena alkotói – Jenai romantika
- Friedrich von Schlegel (1772-1829): Lucinde (regény 1799)
- August Wilhelm Schlegel (1767-1845): 1798-1800 az "Athenaeum" kiadása Friedrich Schlegel közreműködésével, a német romantika kezdete.
- Novalis / Friedrich Leopold von Hardenberg (1772-1801): Költeményei: Himnuszok az éjszakához (Hymnen an die Nacht 1797) versciklus, melyben szerelme halála feletti megrendülését szembeállítja a dolgos nappalok birodalmával, Heinrich von Ofterdingen (regénytöredék 1802), melynek "kék virága" a romantika szimbólumává vált.
- Ludwig Tieck (1773-1853): A csizmás kandúr (Der gestiefelte Kater – dráma 1797)
- Wilhelm Heinrich Wackenroder (1773-1798): Theoretische Schriften (1796)

3.1.2. Berlin alkotói – berlini romantika
- E. T. A. Hoffmann (1776-1822): Művei: Fantáziadarabok Callot modorában (1814-15), benne: Az arany virágcserép, Szerápioni testvérek (1819-21), Diótörő és egérkirály (1819), Murr kandúr (1820-22).
- Heinrich von Kleist (1777-1811): Drámái: Amphytrion – komédia, Homburg hercege (Prinz von Homburg), Heilbronni Katica (Kätchen von Heilbronn), Az eltört korsó (Der zerbrochene Krug). Novellája: Kohlhaas Mihály (Michael Kohlhaas).

3.2. A kései romantika (Heidelberg)
- Clemens Brentano (1778-1842): költő
- Achim von Arnim (1781-1831): 1805 Des Knaben Wunderhorn (népdalgyűjtemény), Brentanoval közösen írták
- Joseph von Eichendorff (1788-1857): versek, Aus dem Leben eines Taugenichts novella (1826).
- Jakob Grimm (1785-1863) és Wilhelm Grimm (1786-1859): Kinder und Hausmärchen (1812, 1815, 1822), Deutsches Wörterbuch (1854-től, haláluk után folytatták, 1961-ben befejezték)
- Bettina von Arnim (1785-1859)
- Adelbert von Chamisso (1781-1838): Schlemihl Péter különös története

3.3. Heinrich Heine (1797-1856): A legnépszerűbb lírikus, a "Buch der Lieder" (1827) nagy hatással volt a romantika korszakára és sok költeményét népdalként tartották számon, mint a leghíresebb "Die Lorelei" címűt. Poézisfelfogása különbözött a romantikusokétól, a valóságot széttöredezettnek látta, kritizálta a valós világot, de nem hitt a poézis mindenhatóságában. Politikai költészetének gyümölcse a "Deutschland, ein Wintermärchen" (1844).

## A restauráció időszaka 1815 – 1848
1. A Biedermeier

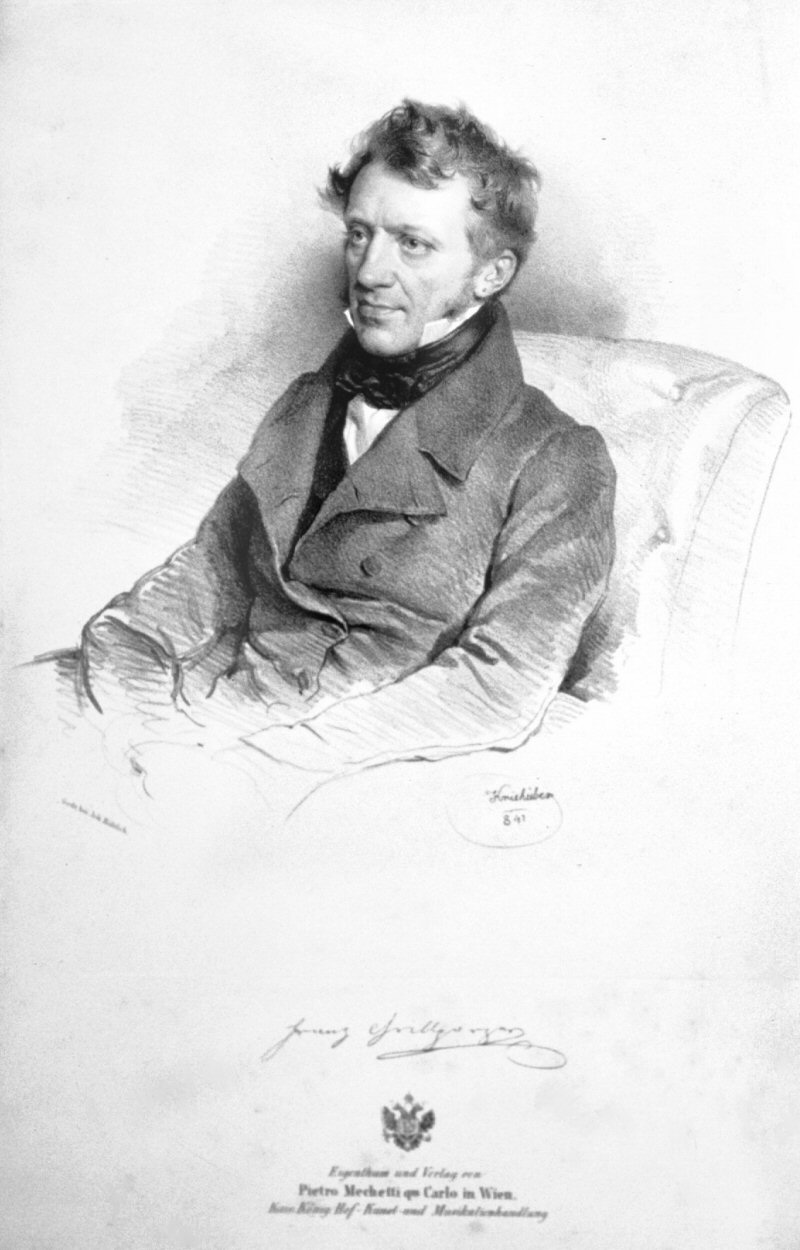
Franz Grillparzer

- Annette von Droste-Hülshoff (1797-1848)
- Eduard Mörike (1804-1875)
- Adalbert Stifter (1805-1868) osztrák drámaíró
- Franz Grillparzer (1791-1872) osztrák drámaíró

2. "Junges Deutschland"
- Ludwig Börne (1786-1837)
- Ludolf Wienbarg (1802-1872)
- Heinrich Laube (1806-1884)
- Karl Gutzkow (1811-1878)

3. A forradalom előfutárai és a 48-asok
- Anastasius Grün (1806-1876)
- Hoffmann von Fallersleben (1798-1847)
- Robert Eduard Prutz (1816-1872)
- Franz Dingelstedt (1814-1881)
- Georg Herwegh (1817-1875)
- Adolf Grassbrenner (1810-1876)
- Ferdinand Freiligrath (1810-1876)
- Nikolaus Lenau (1802-1850)
- Georg Weerth (1822-1856)

## A német realizmus korszaka 1850-1890
1. Filozófiai háttere
- Charles Darwin (1809-1882)

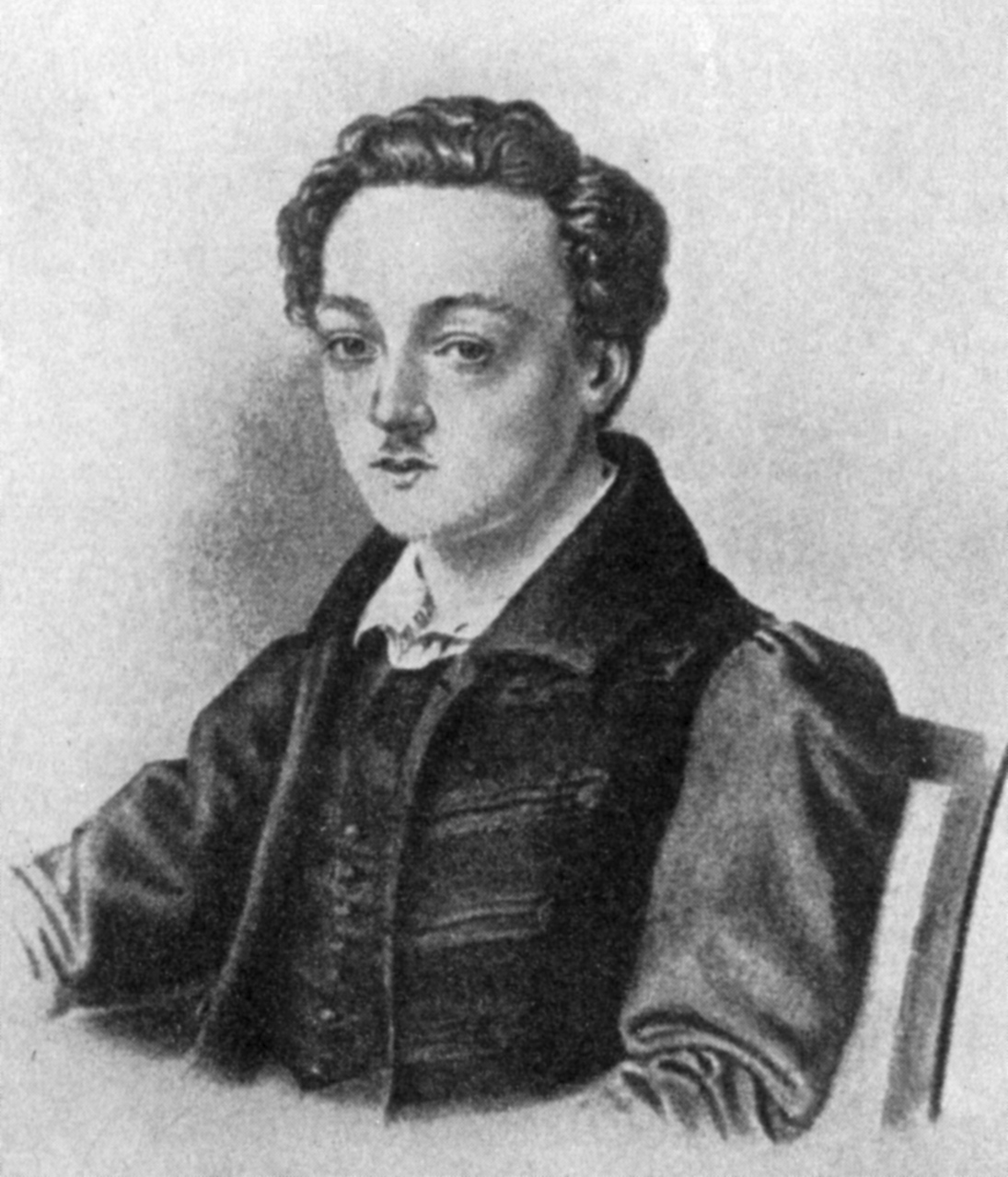
Georg Büchner, a realista dráma mestere

- Ludwig Andreas Feuerbach (1804-1872)
- Karl Marx (1818-1883)

2. Alkotók és művek
2.1. A realista prózairodalom
- Theodor Storm (1817-1888): elbeszélések, például az Erdei tó (Immensee), kisregények, például A viharlovas (Der Schimmelreiter)
- Gottfried Keller (1819-1890): A zöld Henrik (Der grüne Heinrich) – regény, novellák
- Theodor Fontane (1819-1898): Effi Briest – regény, Der Stechlin, Irrungen Wirrungen, Frau Jenny Treibel
- Wilhelm Raabe (1831-1910) "Der Hungerpastor"

2.2. A realista drámairodalom
- Friedrich Hebbel (1813-1863): Maria Magdalena
- Georg Büchner (1813-1837): Danton halála (Dantons Tod), Woyzeck

## A német naturalizmus irodalma 1880-1900
A naturalizmus drámairodalma

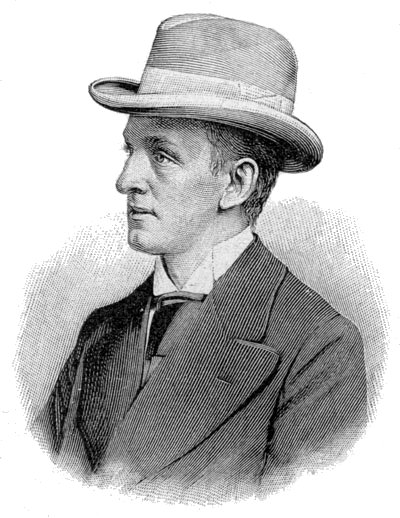
Gerhart Hauptmann

Elsősorban Gerhart Hauptmannt érdemes említeni, bár még a "legnaturalistább" darabjaira is a költői nyelvhasználat jellemző: Hauptmann negyvenöt darabot írt, nagyjából ez teszi ki munkásságának felét. Ezek közül nyolcat-tízet még ma is játszanak itt-ott. Általában az első világháború előtti darabjait tartják a legjobbaknak. A húszas évekre elképesztő kultusza lett Németországban, a náci hatalomátvétel után ezt mesterségesen szították. Mégis, Hauptmann tulajdonképp nem foglalkozott politikával. Vor Sonnenaufgang (1889) egy parasztcsalád életét ábrázolja: egy idealista, de ostoba és gerinctelen reformátor megjön és elindul egy láncreakció-szerű "szerelmi kapcsolata" egy részeges paraszt lányával, ami tragédiába torkollik. Das Friedenfest (1890), Einsame Menschen (1891) családi tragédiák. A takácsok tömegtragédia, öt jelenet az 1847-es takácslázadás idejéből. Hauptmann ugyanebben az évben a naturalista komédiával is megpróbálkozott: College Crampton (1892), A bunda (1893), egyik legnagyobb német komédia. 1894-ben írja első szimbolista-újromantikus mesedrámáját: a Hannele mennybemenetelét. A Florian Geyer megint naturalista darab. Következő darabját, Az elsüllyedt harangot (1896) a csődre futott első házassága ihlette. A nő-férfi párharc (mint O'Neillnek, vagy Strindbergnek) egyik központi témája maradt: Henschel fuvaros (1898), Rose Bernd (1903), Gabriel Schillings Flucht (1906), Veland (1925), Dorothea Angermann (1926) stb.
De Hauptmann-nak tulajdonképpen sokkal több témát és formát használt, ezt ez a lista is bizonyítja: Der arme Heinrich-ben Hartmann von Aue Szegény Henrikjét dramatizálja; És Pippa táncol! (1906), romantikus mesedráma egy gyönyörű, törékeny lányról, akit csak az (effektíve vak) idealista vesz észre. Der Bogen des Odysseus (1907-12) klasszikus tragédia; Der weisse Heiland (1912-17) calderóni tetrameterben íródott "drámai fantázia", II. Montezuma birodalmát a spanyol konkvisztádorok elpusztítják. Indipohdi (1920) és Hamlet in Wittenberg (1935) Shakespeare-n alapulnak. Az Atriden klasszikus tetralógia. Itt a sors – a német sors – folyamatos haladás a nemlét felé, önpusztítás, önfeláldozás vagy ami tetszik.
Kevésbé jelentős naturalista író Hermann Sudermann (1857-1928), akit anno Hauptmann ikercsillagának tartottak, és aki sokkal sikeresebb volt, mint a másik. A XX. század elején a kritika "rászállt", és Sudermann ma már irodalomtörténet: Die Ehre (1893), Heimat (1893), Johannes (1898) a realista, "jól megcsinált színmű" modelljei. A többiek (Max Dreyer, Otto Erich Hartleben stb.) csak egy-egy igazán sikeres színművet írtak.
- Arno Holz (1863-1929)
- Johannes Schlaf (1862-1941)

## A 20. századi német irodalom

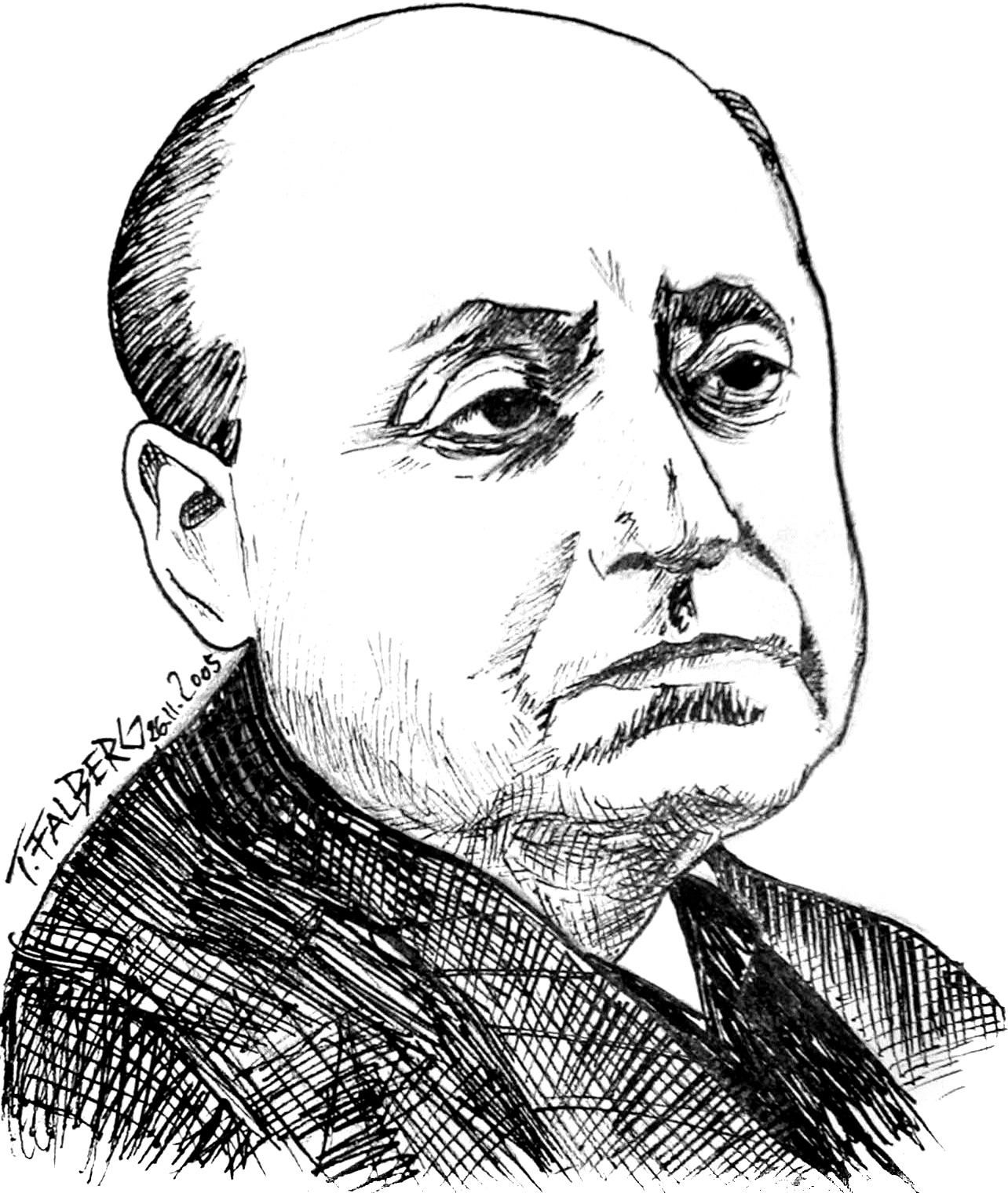
Gottfried Benn ca. 1951; Tobias Falberg lapjából

### 2. Avantgárd áramlatok 1945-ig
2.1. Az expresszionizmus irodalma 1905-1925
Líra
- Gottfried Benn (1886-1956)
- Georg Trakl (1887-1914)

Dráma
- Bertolt Brecht (1898-1955)

Prózairodalom
- Franz Kafka (1883-1924)
- Thomas Mann (1875-1955)
- Heinrich Mann (1871-1950)
- Hermann Hesse (1877-1962)
- Carl Spitteler (1845-1924)
- Lion Feuchtwanger (1884-1958)
- Alfred Döblin (1878-1957)
- Wolfgang Borchert (1921-1947)
- Ludwig Renn (1889-1979)

### 3. Német nyelvű irodalom 1945 után
A II. világháború után a két Németországot, Ausztriát és Svájcot a közös nyelv és a közös olvasói piac kapcsolta össze.
3.1. Német Szövetségi Köztársaság irodalma
Epika:
- Heinrich Böll (1917–1985) rövid történeteiről ismert.
- regényírók: Wolfgang Koeppen (1906–1996), Siegfried Lenz (1926–2014), Christine Brückner (1921-1996), Martin Walser (* 1927)
- kiemelkedő tehetség Günter Grass (1927-2015), a A bádogdob című regény szerzője, Nobel-díj, 1999).
- Michael Ende (1929-1995), két világhírű gyermekregény, A Végtelen Történet és a Momo szerzője.

Líra
- Günter Eich (1907–1972): költemények, hangjátékok
- Helmut Heißenbüttel (1921–1996): konkrét poézis
- Uwe Johnson (1934–1984)
- Ror Wolf (* 1932): nouveau roman
- Arno Schmidt (1914–1979): kísérletező
- Wolfgang Hildesheimer (1916–1991): abszurd drámaíró, Brecht útján halad.
- A vietnámi háború és a 68-as mozgalmak után teret nyert a
  - politikai költészet: Hans Magnus Enzensberger (* 1929), Erich Fried (1921–1988)
  - és a politikai dráma: Peter Weiss (1916–1982), Rolf Hochhuth (* 1931).
- Ezzel ellentétes irányzatot képviseltek az új szubjektivizmus ("Neue Subjektivität") hirdetői, akiknek írásaiban a privát szféra kerül előtérbe.
- A 80-as évek kiemelkedő alkotói: Botho Strauß (* 1944) drámaíró, Ulla Hahn (* 1946), és Durs Grünbein (* 1962) költő.
- Az NSZK legjelentősebb irodalmi csoportosulása az 1947 és 1967 között létező Gruppe 47 volt.

3.2. Német Demokratikus Köztársaság irodalma
- Az NDK "Literaturgesellschaft"-nak, irodalmi társadalomnak definiálta magát, (a fogalom: Johannes R. Becher nevéhez fűződik), harcolt az ún. nyugati "Poesiefeindlichkeit", azaz poézisellenesség és a magas kultúra gettósítása ellen. Azt vallották, hogy a demokratizálódás folyamatának három síkon kell megvalósulnia: a termelés, és a befogadás szintjén. "Produktion, Distribution, Rezeption". Mindazonáltal a cenzúra ad absurdum működött, az állam megkísérelte az irodalmat funkcionalizálni, saját céljaira, a szocialista realista útra terelni, ennek tervét "Bitterfelder Weg" néven emlegették. A rezsim elismert írói Hermann Kant (1926-2016) és Johannes Bobrowski (1917–1965), aki jelentős prózát hagyott hátra.
- A 70-es években az NSZK -hoz hasonló tendenciaként jelentkezett az új szubjektivizmus, sok szerző elhagyta az NDK-t, mint Wolf Biermann (* 1936), Sarah Kirsch (1935–2013) és Uwe Johnson. Az otthon maradt írók közül Christa Wolf (1929-2011), Heiner Müller (1929–1995), Irmtraud Morgner (1933–1990), Stephan Hermlin (1915–1997), Stefan Heym (1913–2001) és Jurek Becker (1937–1997) neve vált ismertté.

3.3. Ausztria irodalma
- A II. világháború után Ausztria vezető alkotói csoportosulása a Bécsi Csoport (Wiener Gruppe), melynek elismert tagjai Gerhard Rühm (* 1930) és Hans Carl Artmann (1921–2000) voltak.

Ismertségre tettek szert: Albert Paris Gütersloh (1887–1973), Heimito von Doderer (1896–1966), Ernst Jandl (1925–2000), Franzobel (* 1967) és Werner Schwab (1958–1994).
- Kiemelkedő ausztriai lírikusok: Friederike Mayröcker (* 1924), Christine Lavant (1915–1973), Paul Celan (1920-1970, a negyvenes évek végén Bécsben élt, majd Párizsba ment), és Erich Fried (1921-1988, Nagy-Britanniába emigrált).
- Az 1960-as/70-es évek az osztrák irodalom legújabb kori fénykora, melyet olyan tehetségek tettek kimagaslóvá, mint Peter Handke (* 1942), Ingeborg Bachmann (1926–1973), és Thomas Bernhard (1931–1989).
- A jelenkori irodalom jelentős osztrák alkotói: Elfriede Jelinek (* 1946, Nobel-díj, 2004), Peter Handke (* 1942), Norbert Gstrein (* 1961), Christoph Ransmayr (* 1954), O. P. Zier (* 1954), Wolf Haas (* 1960), Sabine Gruber (* 1963), Ruth Aspöck (* 1947).
- Nagy népszerűségnek örvendő gyermekkönyvszerzők: Christine Nöstlinger (* 1936) és Thomas Brezina (*1963).

3.4. Svájc irodalma
A svájci irodalomban 1945 után nincs változás. A két legnevesebb író:
- Max Frisch (1911–1991): a regény, a dráma, az intellektuális irodalom terén alkotott kimagaslót, és
- Friedrich Dürrenmatt (1921–1991) svájci drámaíró, kinek legismertebb drámai művei: A nagy Romulus, Angyal szállt le Babilonba, Az öreg hölgy látogatása, az Ötödik Frank, és A fizikusok (1962) című tézisdráma.
- További fontos tehetségek: Adolf Muschg (*1934), Peter Bichsel (1935–2025)[2] és Urs Widmer (1938–2014)
- Svájc legjelentősebb irodalmi csoportosulása a 2002-ig létező Gruppe Olten volt.

Jelenlegi német irodalom
Aktuális tendencia az ún. "Fräuleinwunder", a popirodalom, a debütálók nagyszámú megjelenése az irodalomban. Részben a piac diktálja, mely 1945 óta jelentősen megnövekedett.
Az aktuális német irodalmat politikai különbözőségek befolyásolják. Emellett azonban igen elterjedtek a gyermekkori autobiografikus témák is. Ellenpontot jelentenek Elfriede Jelinek politikai és feminista jellegű alkotásai.
Dél-Németország és Ausztria ma:
- Jelentős alkotók: Oswald Wiener, Hans Wollschläger, Christoph Ransmayr, Marlene Streeruwitz, Maurizio Poggio, Herta Müller (*1953, Nobel-díj, 2009) és Bernhard Schlink.
- Ismert jelenlegi szerző Németországból Andreas Eschbach (Das Jesus Video, Eine Billion Dollar), aki nagy sikerkönyveket ír; hasonlóan népszerű Frank Schätzing és Daniel Kehlmann. A popirodalom legnevesebb alkotói: Christian Kracht (Faserland), Benjamin von Stuckrad-Barre (Soloalbum), Rainald Goetz (Irre).
- Kimagasló szerzők a gyermek- és az ifjúsági irodalom terén: Wolfgang Hohlbein és Cornelia Funke.

## Nobel-díjak a német nyelvű irodalomban
- 1902 Theodor Mommsen (Németország)
- 1908 Rudolf Eucken (Németország)
- 1910 Paul Heyse (Németország)
- 1912 Gerhart Hauptmann (Németország)
- 1919 Carl Spitteler (Svájc)
- 1929 Thomas Mann (Németország)
- 1946 Hermann Hesse (Svájc/Németország)
- 1966 Nelly Sachs (Németország)
- 1972 Heinrich Böll (Németország)
- 1981 Elias Canetti (UK)
- 1999 Günter Grass (Németország)
- 2004 Elfriede Jelinek (Ausztria)
- 2009 Herta Müller (Németország)
- 2019 Peter Handke (Ausztria)

## Magyar nyelvű német irodalomtörténetek
- Riedl Szende: A német irodalom és nyelv kézikönyve, Franklin-Társulat, Budapest, 1870, 468 p
- Heinrich Gusztáv: A német irodalom története I.–II., Magyar Tudományos Akadémia, Leipzig, 1886–1889 (elektronikus elérés: http://real-eod.mtak.hu/3171/)
- James Sime: A német irodalom története, Athenaeum Irodalmi és Nyomdai R. T., Budapest, 1900, 88 p
- Albrecht János: A német irodalom rövid vázlata – A legrégibb időktől a jelen korig, Stampfel-féle Könyvkiadóhivatal, Budapest, 1908, 79 p
- Motz Aladár: A német irodalom története, Szent István Társulat, Budapest, 1925, 290 p
- Pukánszky Béla: A német irodalom kis tükre, Magyar Szemle Társaság, Budapest, 1930, 79 p
- Bitter Illés: Német irodalomtörténet, Szent István-Társulat, Budapest, 1931, 119 p
- Lukács György: Az újabb német irodalom rövid története, Athenaeum, Budapest, 1946, 152 p
- Halász Előd: A német irodalom története I–II., Gondolat Kiadó, Budapest, 1971, 466 + 627 p
- Némedi Lajos: A német irodalom története a 16., 17. és 18. században (kézirat – egységes jegyzet), Tankönyvkiadó, Budapest, 1972, 281 p
- Győrffy Miklós: A német irodalom rövid története, Corvina Kiadó, 1995, 236 p
- Pukánszky Béla: A magyarországi német irodalom története – a legrégibb időktől 1848-ig, Attraktor, 2002, 527 p